# Aquilegia turczaninovii
Aquilegia turczaninovii är en ranunkelväxtart som beskrevs av R.V. Kamelin och I.A. Gubanov. Aquilegia turczaninovii ingår i släktet aklejor, och familjen ranunkelväxter. Inga underarter finns listade i Catalogue of Life.